# Église Saint-Vincent-de-Paul d'Anderlecht
L'église Saint-Vincent-de-Paul (en néerlandais : Sint-Vincentius a Paulokerk) est un ancien édifice religieux sis sur la chaussée de Ninove, à Scheut-Anderlecht (Bruxelles). L’ancienne chapelle de Scheut confiée aux Scheutistes est remplacée par l’église actuelle construite par l'architecte Joseph Smolderen dans les années 1936-1937. Elle fut consacrée le 10 octobre 1945 par le Cardinal Van Roey. L’église se signale par son clocher, à la limite de la démesure et qui abandonne le plan carré au profit du rectangle.
Presbytère et dépendances furent convertis et adaptés aux besoins d’une nouvelle école pour adolescents qui ouvrit ses portes en 2018.

## Histoire
Une très ancienne chapelle existait, la chapelle Notre-Dame de grâce, qui fut construite en 1450-1455 par ordre de Charles le Téméraire et était autrefois desservie par les moines de la chartreuse de Scheut.

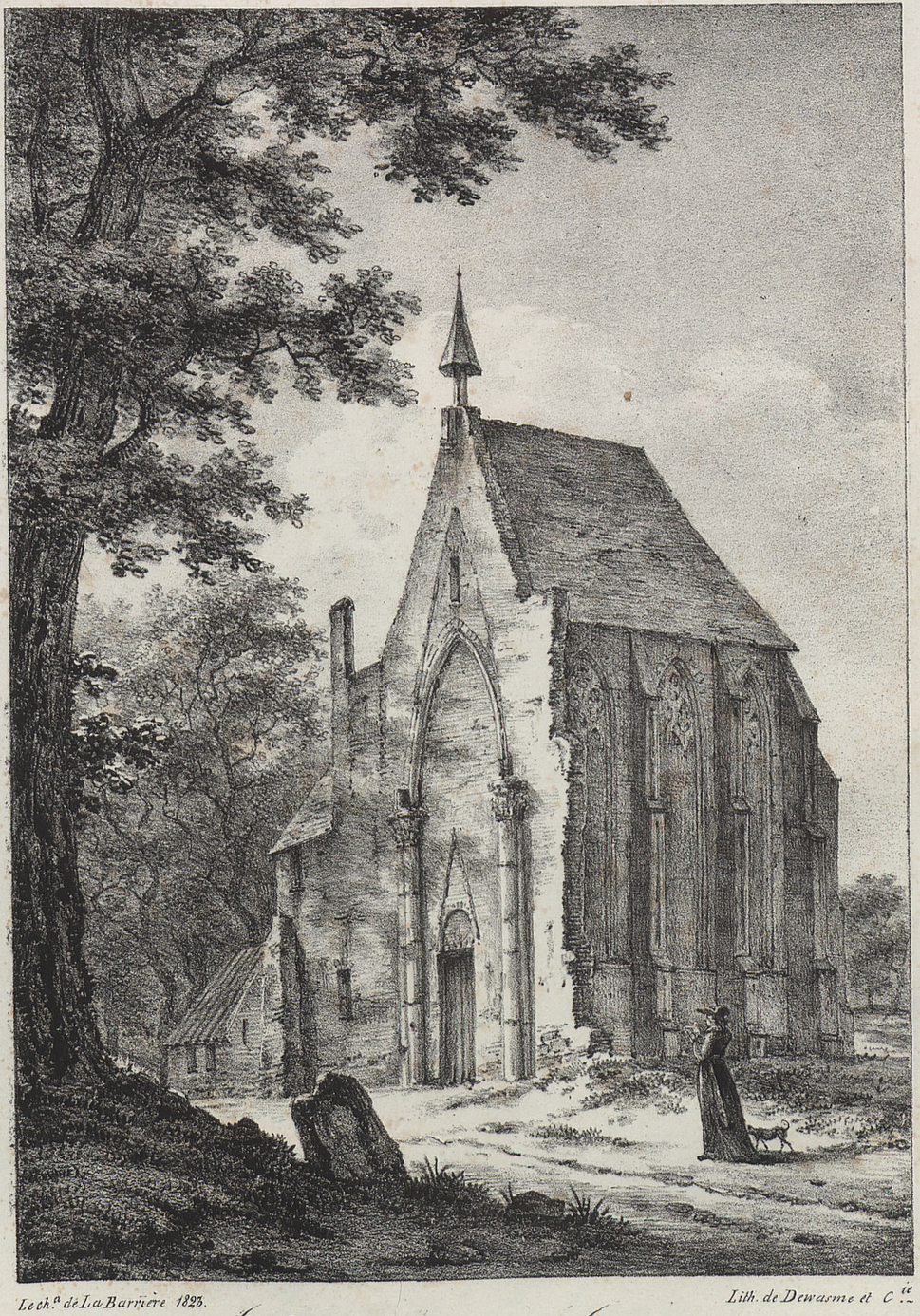
Chapelle de Scheut en 1823 (ancienne abbatiale des chartreux)

En 1865, ce qui reste de la chartreuse, la chapelle de Scheut (en fait: le sanctuaire de l’ancienne église abbatiale) est confié à la Congrégation du Cœur Immaculé de Marie (Scheutistes), institut religieux missionnaire récemment fondé par Théophile Verbist. Cela deviendra la maison-mère de l’institut religieux. Avec la maison sont construits une chapelle et une école financée par le banquier Émile Stinglhamber. En 1894, une paroisse est érigée.
La chapelle est rénovée au début du XXe siècle, mais bientôt trop petite. Le quartier Ouest de Bruxelles se développe rapidement. En 1936-1937, une nouvelle église la remplace, dont l’architecte est Joseph Smolderen (1889-1973).
L'église est un grand bâtiment en briques une brique apparente rugueuse dont le ton fleur de bruyère vire au brun, avec façade de style art déco avec des ornements en pierre lourde. Une très haute tour-clocher, détachée du bâtiment sur son côté gauche est plus impressionnante que belle. Le portail d'entrée est accentué par deux tourelles symétriques d'escalier intérieur intégrées au bâtiment.
Les Scheutistes, qui manquent de vocations après un apogée dans les années 1960, quittent les lieux dans les années 1980 pour se construire une résidence plus petite de l’autre côté de la chaussée de Ninove. La communauté chrétienne étant fort réduite, la paroisse Saint-Vincent-de-Paul est dissoute. Officiellement désacralisée en 2016, l'église, le presbytère et les dépendances sont confiés depuis à l’association d’écoles Sint-Goedele. Restaurés et adaptés, les bâtiments s’ouvrent comme école pour adolescents en 2018.